# Abattoir de Vitré
L'abattoir de Vitré est un site d'abattage et de découpe de bovins, d'ovins, de caprins, de chevaux et de gibier, situé à Vitré, en Ille-et-Vilaine. Il est la propriété de la Société vitréenne d'abattage (SVA), filiale du groupe Les Mousquetaires. Il est dirigé par Philippe Salmon.
Le site emploie environ 1 400 salariés,. Approximativement 2 000 animaux y sont abattus chaque jour. Il est le plus grand abattoir de gros bovins de France.

## Historique
La Société vitréenne d'abattage (SVA) achète l'abattoir municipal de Vitré en 1974.

## Médias
- Vincent Gaullier et Raphaël Girardot, « Saigneurs », 2016, Mille et Une Films, Iskra